# Имени А. С. Масельского
«Имени А. С. Масе́льского» (укр. Імені О.С. Масельського,  (слушать)о файле, до 29 апреля 2004 года — «Индустриальная») — станция Харьковского метрополитена на Холодногорско-Заводской линии. Расположена между станциями «Армейская» и «Тракторный завод». Располагается на пересечении проспекта Героев Харькова с проспектом Тракторостроителей, ведущим к жилмассиву Салтовка. Рядом находятся завод «Южкабель», комбинат «Хладопром» и стадион ХТЗ.

## История и описание
Станция колонного типа, мелкого заложения. Пущена в эксплуатацию 11 августа 1978 года под названием «Индустриальная».
29 апреля 2004 года станция была переименована в «Имени А. С. Масельского».
Интерьер станции оформлен в индустриальном стиле. Особенностью являются светильники в форме шестерёнок, подчёркивая промышленный статус района. Ранее светильники располагались в три параллельных ряда, однако светильники в боковых пролётах не использовались с середины 2000-х годов, а в 2016 году были демонтированы.
Номинально станция имеет два выхода на поверхность, однако второй выход фактически не эксплуатируется. Единственный выход состоит из длинного тоннеля, одного из самых длинных (длиннее только выход со станции метро «Индустриальная»), выход которому осуществляется к улицам Маршала Рыбалко, Северной, П. Свистуна, Хабарова и проспекту Героев Харькова, а также крупным супермаркетам («Велмарт», «Сильпо»). В противоположную сторону осуществляется выход на проспект Тракторостроителей.

## Галерея

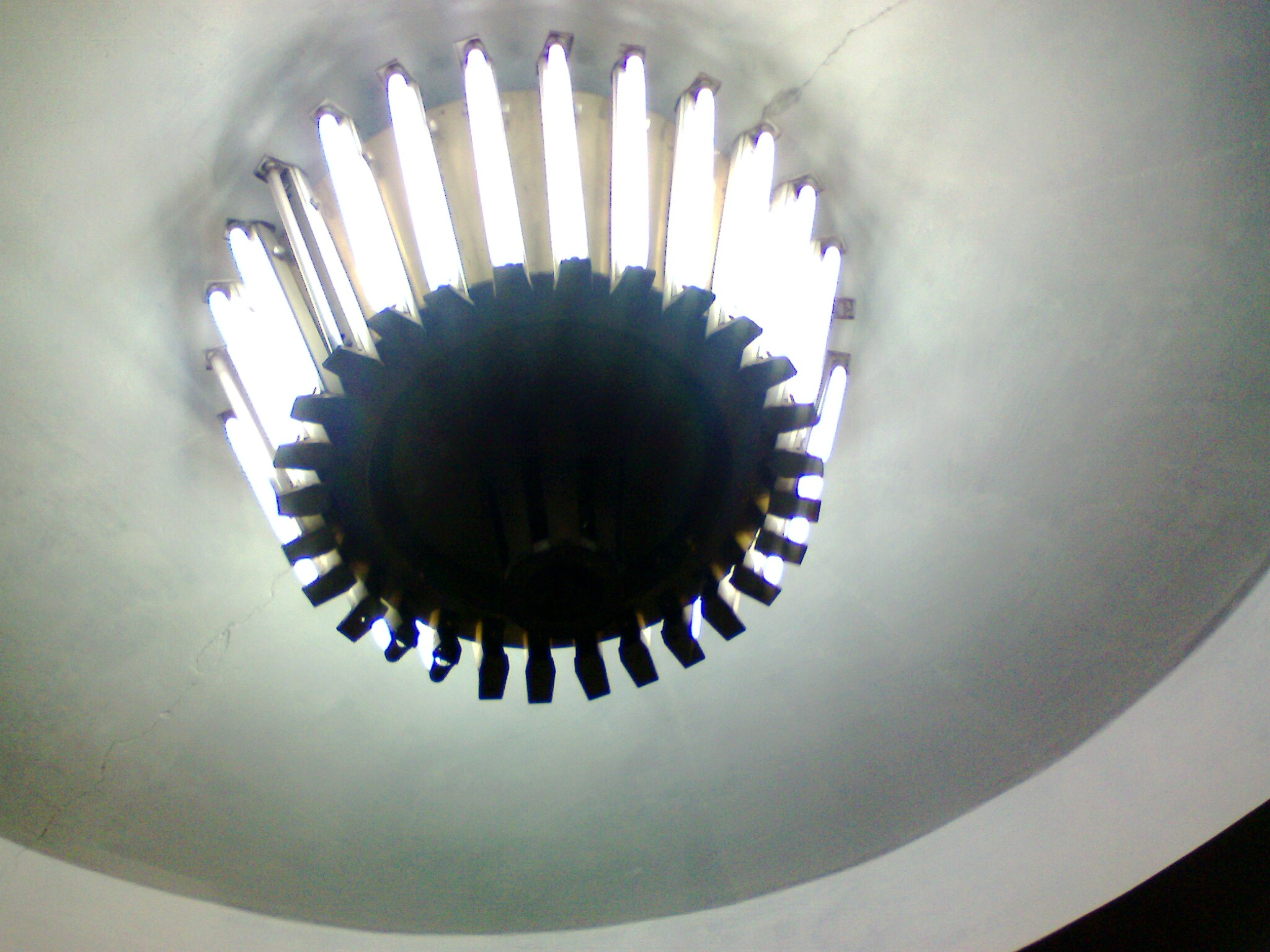
Люстра станции метро «Им. А. С. Масельского».